# Marca de Baden
A Marca de Baden ou Margraviato de Baden (alemão:Markgrafschaft Baden),  foi um território histórico do Sacro Império Romano-Germânico. Espalhado ao longo do lado leste do rio Reno no sudoeste da Alemanha, existira como uma marca entre 1112 e 1803, quando ele foi elevado a eleitorado. Seus governantes pertenciam à Casa de Baden, um ramo cadete da Casa de Zähringen. 

## História

### O início
Durante a Idade Média, o Ducado da Suábia esteve sob o controle de diversos condes e duques. Os mais poderosos eram aqueles da Casa de Zähringen. Em 1112, Hermano II, filho de Hermano I e neto de Bertoldo II, foi o primeiro a ser chamado de marquês. Ele herdou a Marca de Verona, área ao redor de Veneza, na Itália, de seu pai, mas optou por fixar a sua residência na Alemanha, onde tinha nascido e sido criado lá. Sua cidade de escolha foi  Baden, como seu pai tinha ganhado o direito à "Regra Baden" ao se casar com a herdeira, Judit von Backnang-Sulichgau, condessa de Eberstein-Calw. Em Baden, Hermano II tinha construído o Castelo de Hohenbaden. Em 1070, começou a construção do castelo, e quando concluído em 1112, ele marcou a ocasião adotando o título do marquês.

### O crescimento
Como Baden era a capital, a nova marca também era conhecida como Bade. Hermano II continuou a ser o marquês até sua morte em 1130. Seu filho e neto, Hermano III (reinou de 1130-1160) e Hermano IV (reinou de 1160-1190), adicionaram novos territórios. Por volta de 1200, estas terras foram divididas pela primeira vez. Duas linhas, Baden-Baden e Baden-Hochbergue, foram fundadas. O último foi dividido aproximadamente cem anos mais tarde para criar a terceira linha - Bade-Sausembergue.
Nos séculos XII e XIII, Baden foi um leal e firme defensor da Casa de Hohenstaufen, mesmo contra seus próprios parentes da Casa de Zähringen da Suábia. Em troca de seus serviços, ele foi autorizado a espalhar sua Regra  em todo o sudoeste da do Sacro Império, a oeste do rio Reno, na Alsácia, a leste nas bordas da Floresta Negra, ao norte do rio Murg e ao sul da Brisgóvia. O quarto marquês de Baden-Baden, Hermano V (1190  1243), fundou as cidades de Backnang, Durlach, Estugarda, Ettlingen, Pforzheim e vários mosteiros, incluindo a Abadia de Lichtenthal, que se tornou o local do sepultamento de seus descendentes. Em 1219, mudou a sua sede de poder para Pforzheim. Ele teve de abandonar suas pretensões sobre as casas de Zahringen e Braunschweig, mas ele ganhou o título de von Graf (conde) de Ortenaukreis e Brisgóvia, nomeado-o para os dois vales do sul do Baden. Seu filho e neto, Hermano VI (1243  1250) e Frederico I (1250  1268), afirmaram ter direito aos títulos dos duques da Áustria e Estíria, mas os austríacos rejeitaram-os pois não queriam a ser governados por estrangeiros.

### A consolidação
Bernardo I de Baden-Baden (r. 1391–1431) uniu todas as aquisições em 1391. Militar de algum renome, Bernard continuou a missão de seus antecessores e conquistou diversos distritos, incluindo Baden-Pforzheim e Baden-Hochbergue. Desde 1291, Baden-Pforzheim tinha sua própria marca, mas em 1361, ficou sem herdeiros, voltando para a Casa de Baden-Baden. Já a linha de Baden-Hochbergue saiu-se pouco melhor. Fundada em 1190, durou até 1418, quando ela também foi extinta pela falta de herdeiros do sexo masculino. Bernard, sendo o herdeiro mais próximo, assumiu Baden-Hochbergue. Baden-Sausembergue, continuou sendo uma marca independente até 1503, quando a falta dos seus próprios herdeiros enviou-o volta para a Casa de Baden-Baden.
A consolidação da marca veio em 1442. Nesse ano, metade dos domínios de Lahr e Mahlberg foram trazidos para a esfera de influência, criando a ligação entre as duas áreas principais, Brisgóvia no Sul e Baden-Baden no norte. Durante a baixa Idade Média, Baden viu crescer a sua administração, finanças e exércitos até que se tornou um dos maiores e mais fortes estados do Sacro Império Romano-Germânico ao sudoeste, especialmente depois que ele ganhou as possessões de Habsburgo e o resto da Ortenaukreis e de Brisgóvia.

### As tribulações

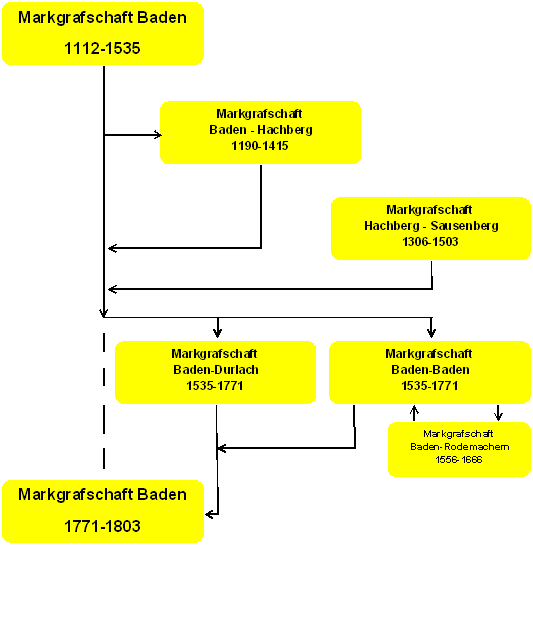
Ramos da Casa de Baden

Em 1462, a disputa sobre a eleição do novo Arcebispo de Mogúncia enviou Carlos I (reinou 1453-1475) para lutar na guerra contra Frederico I, Eleitor Palatino do Reno. Conhecido como a "rivalidade do arcebispo de Mogúncia", foi breve, e durou apenas alguns meses, mas os efeitos foram ruinosos para o perdedor – Carlos. Ele teve que se desfazer de vários dos seus territórios para o Palatinado e seus aliados. Esses territórios foram recuperados pelo seu filho e sucessor, Cristóvão I (reinou de 1475-1515).
Em 1503, o chefe de Baden-Sausemberg morreu sem herdeiros do sexo masculino e todas as terras de Baden foram unidas por Cristóvão. Ele tentou mantê-los unidos sob um de seus filhos, Filipe, mas seus esforços foram frustrados pelo rei da França. Antes de sua morte, Cristóvão dividiu a marca entre seus três filhos. Felipe sucedeu em 1515, mas morreu sem filhos em 1533, e sua parte foi para seus irmãos, Bernard e Ernest. Em 1535, eles fizeram uma divisão de sua herança. Seria a primeira das várias partições, que estabeleceu as duas principais linhas da casa de Baden-Baden e Baden-Durlach (Baden-Pforzheim até 1565) – que duraria até 1771. No entanto, as relações entre as duas linhas não foram pacíficas, e a constante fragmentação não ajuda.
Durante a reforma, vários ramos, liderados por Baden-Baden, permaneceram ao lado dos católicos, os outros a juntar-se com o estado de Baden-Durlach no lado protestante. A Guerra dos Trinta Anos acabou por piorar para todos os ramos. Muitos deles foram exilados para outros países. Baden sofreu severamente durante a guerra. Em 1648, o Tratado de Vestfália restaurou os ramos e suas igrejas com as suas próprias terras. Gradualmente a rivalidade diminuiu. Durante as guerras de Luís XIV, o "Rei Sol" da França, as duas marcas foram devastadas pelas tropas francesas. As forças do Sacro Império Romano, liderado pelo marquês de Baden-Baden, "Turk" Luís Guilherme (1677  1707), lutaram contra a França.

### A reunificação

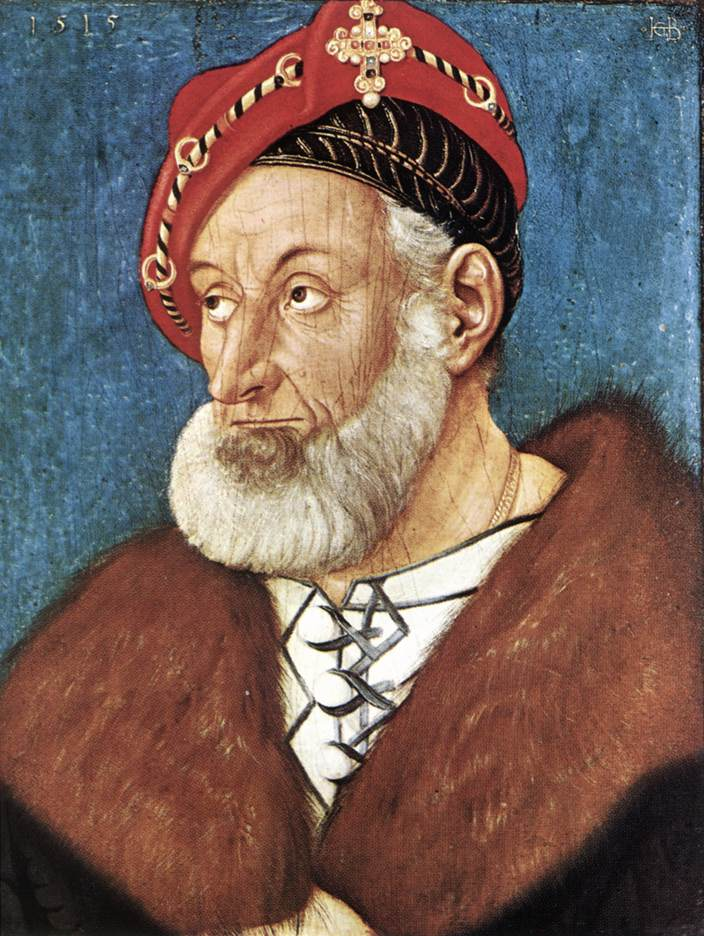
Cristóvão I de Baden, por Hans Baldung, na Antiga Pinacoteca, 1515

Em 1771, Jorge Augusto tornou-se o último marquês de Baden-Baden, já que morreu sem filhos. Todos os seus territórios passaram para o seu mais próximo herdeiro – o marquês de Baden-Durlach, Carlos Frederico (reinado de 1738-1811). Para a terceira e última vez, todas as terras de Bade tornaram-se Unida sob um único governante.
Apesar de Bade estar finalmente unida, seus domínios foram fragmentados e generalizada em ambos os lados do rio Reno, com área total de 1.350 quilômetros quadrados. Quando Carlos Frederico tornou-se o marquês, em 1738, ele fez de sua missão pessoal para preencher as lacunas em seus territórios. Sua primeira oportunidade veio em 1792, quando irrompeu a guerra entre a França e a Áustria. Os Baden lutaram pela Áustria, deixando Baden devastado quando eles perderam. Carlos Frederico teve que pagar uma indenização e ceder à França seus territórios no lado leste do rio Reno. Ele teve sua segunda chance, alguns anos mais tarde, como um inimigo de Napoleão, no lado do czar Alexandre I, Czar da Rússia. Em 1803, por causa dos esforços do czar, o marquês ganhou do bispado de Constança, partes do Palatinado do Reno e vários outros distritos menores, ganhando assim a dignidade de um príncipe-eleitor.